# Педро I (Бразилия)
Вижте пояснителната страница за други личности с името Педро I.
Педро I (на португалски: Pedro I) е основател и първи император на независима Бразилия в периода 1822 – 1831, както и неин регент в периода 1821 – 1822. За кратко е и крал на Португалия през 1826 под името Педро IV.

## Произход и ранни години (1798 – 1820)

### Португалия
Педро I е роден на 12 октомври 1798 г. в кралския дворец в Келуж, Португалия, като Педро ди Алкантара Франсишко Антонио Жоао Карлош Шавиер ди Паула Мигел Рафаел Жоакин Жозе Гонзага Паскоал Сиприано Серафин (на португалски: Pedro de Alcântara Francisco António João Carlos Xavier de Paula Miguel Rafael Joaquim José Gonzaga Pascoal Cipriano Serafim). Той е второ дете и по-малък син на бъдещия португалски крал Жоао VI и на испанската инфанта Карлота-Хоакина. Когато по-големият брат на Педро умира през 1801 г., дон Педро получава титлата Принц на Бейра и става наследник на баща си, който тогава е все още принц на Бразилия.

### Евакуация в Бразилия
През 1807 г. инвазията на Наполеоновите войски в Португалия принуждава португалското кралско семейство да се евакуира в Бразилия, където Педро и семейството му пристигат през 1808, ескортирани от конвой английски военни кораби. В Бразилия португалското кралско семейство остава цели тринадесет години. През това време Педро и роднините му живеят в Рио де Жанейро, който de facto се превръща в столица на Португалската империя. Присъствието на португалското кралско семейство издига Бразилия до ранга на равноправно с Португалия кралство.
Смята се, че Педро е любимия син на баща си, което не може да се каже за майка му Карлота, която фаворизира по-малкия брат на Педро – Мигел. За възпитанието на двете момчета не се полагат особени грижи. Педро и брат му често бягат от възпитателите си, предпочитайки да играят с момчетата от кралските конюшни и да тичат на воля из улиците заедно с необразованите деца. Това става причина у двете момчета да се развият навици, определяни от съвременниците им за неподхождащи на едни аристократи, и език, подхождащ на плебейската класа. Близостта с уличния живот става причина Педро да не изпитва почти никакво уважение към начина на живот на връстниците си от висшата аристокрация на страната. През целия си живот той възприема себе си повече като син на народа, отколкото като потомък на кралски род.
Педро се пригажда добре към начина на живот в Бразилия. Той е отличен ездач, който обича военния живот и се разбира добре с местните войници и офицери. Отрано обаче Педро показва и музикален талант и по-късно дори започва да композира музика с учудващо добро за един аматьор качество. Освен музиката Педро обича рисуването, скулптурата, занаят ите и поезията. Освен това по всеобщо мнение Педро е и красив мъж и скоро става една от основните теми за разговори в града. Често, яздейки по улиците на града, Педро проявява дързостта да дърпа завесите на преминаващите покрай него карети, за да разгледа по-добре някоя красива жена, возеща се в тях. Това му спечелва името на дързък женкар – репутация, от която Педро никога не се отървава в бъдеще.

#### Брак с Мария Леополдина
През 1817 г. Педро се жени за австрийската ерцхерцогиня Мария-Леополдина – дъщеря на австрийския император Франц II. Въпреки че бракът им е сключен по държавни съображения, Мария-Леополдина обича съпруга си, който не ѝ отвръща със същите чувства. Мария-Леополдина се оказва и най-близкият съюзник на съпруга си в тежките за него дни. Умна и енергична, тя бързо печели уважението на португалците и бразилците, както и това на съпруга си. Единственото, което не ѝ се отдава, е да прекрати любовните афери на Педро, тъй като ѝ липсват много от качествата, които Педро цени у жените.

## Регент на Бразилия (1821 – 1822)

### Обявяване на независимостта на Бразилия
През 1821 г. бащата на Педро – крал Жуау VI напуска Бразилия и се завръща в Португалия, където се опитва да постави контрол върху създаденото след оттеглянето на Наполеоновите войски положение в страната. Кралят не напуска Бразилия с празни ръце – отнася със себе си всички пари от хазната, оставяйки Педро да се справя с управлението на Бразилия като неин регент. Сред правомощията на Педро като регент на Бразилия са да назначава и уволнява министри, да раздава правосъдие, да управлява финансите, да опрощава смъртни присъди, да обявява война и сключва мир, да раздава и отнема ордени. По това време бразилският елит започва да се опасява от реколонизация на страната и от загуба на контрол върху провинциите. Така сред бразилските нотабили се поражда чувство на патриотизъм и желание за независимост. Педро се съюзява с националистически настроените среди и дори подкрепя конституционното движение в Португалия.
Педро отказва да се върне в Португалия, когато получава такова нареждане от кралския двор в Лисабон. Поради това той е понижен от регент на Бразилия в длъжността представител на кралския двор в Бразилия. Новините за това достигат до Педро на 7 септември 1822, когато той пристига в Сао Пауло след посещение на пристанището в Сантос. На брега на река Ипиранга, Педро изважда сабята си, отстранява сините португалски нашивки от униформата си и произнася прословуто: „Независимост или смърт“.

## Император на Бразилия (1822 – 1831)

### Коронация
На 12 октомври 1822 г. Педро официално е провъзгласен за император на Бразилия, а официалната му коронация се състои на 1 декември същата година.

### Проблемно управление
Първите години на бразилската независимост се оказват доста трудно време за страната. Педро I приема титлата император вместо крал, за да подчертае разнообразието на бразилските провинции. Наполеоновата концепция за империята като по-прогресивна форма на монархията, включващо и отказ от Стария режим, се оказва полезна за обединението между космополитно настроеното общество на Рио де Жанейро и по-консервативните среди в провинцията.
Първият и най-важен проблем, с който трябва да се справи новият император е приемането на първата бразилска Конституция. По този въпрос бразилското национално събрание се разделя на две основни партии – Бразилска партия, съставена от местни едри земевладелци, привърженици на конституционната монархия, и Португалската партия, която обединява едри търговци, държавни служители и португалски заселници, които са против монархията. През 1822 г., по време на борбата за независимост, Педро I се проявява като либерал и обещава на Бразилия Конституция. Сега обаче той като че ли забравя либералните си възгледи и обнародва Конституция, която му предоставя значителна власт. Това се оказва необходимо, за да се запази контрол върху вътрешността на страната, и особено над феодалния Север, както и да се предотвратят нестабилността и демократичната фрагментация на обществото, характерна за други части на Латинска Америка по това време. Националното събрание, в което доминира Бразилската партия, отказва да се примири с толкова силна монархическа власт. Конфликтът с Националното събрание ескалира и на 12 ноември 1823 г. Педро I разпуска събранието, прогонва много депутати и затваря няколко. Императорът назначава комитет от десет души, който на 25 март 1825 г. изработва нова, но подобна на първата Конституция, която остава в сила до края на империята през 1889 г.
Новата Конституция установява консервативна, централизирана монархия със значителни конституционни ограничения и разделяне на властите на законодателна, изпълнителна и съдебна. Законодателната власт е поверена в ръцете на двукамарен парламент, състоящо се от Сенат и Камара на депутатите, чиито членове се избират. Държавният съвет, на когото е поверена съдебната власт, се състоял от назначавани до живот от императора старейшини, които притежавали изключителното право да издават присъди по важни въпроси, включително и войната. Върховната власт обаче се намирала в ръцете на императора, който притежавал правото на вето върху всички решения. Освен това той притежава правото да назначава един сенатор измежду група избрани, да назначава държавен съвет, да отменя наказания, да преразглежда присъдите, да заменя избрани депутати, президенти на провинции, министри, архиепископи и сенатори. Неуспехът на Педро I да въведе веднага в сила новата Kонституция кара много бразилци да се съмняват в подкрепата му към новата Kонституция.
През 1824 г. и 1825 г. много бразилци се настройват отрицателно срещу значителната власт на императора и провинциалните президенти, които той назначава. Нелегалните опозиционни издания не спират да критикуват императора, министрите му и любовниците му, от които най-вече Дормитила ди Кастро, маркизата на Сантос. Недоволството ескалира до революция на либералните градски сили в Пернамбуко, предвождани от Жоакин до Амор Дивино, известен като Фрей Канека. Въстанието избухва в отговор на назначението на Франсиско Паис Барето за губернатор на Пернамбуко. Въстаниците се опитват да се отцепят от централната власт в т.нар. Конфедерация Еквадор. Плановете им не успяват, конфедерацията не успява да се задържи и въстанието е удавено в кръв. Императорът осъжда много въстаници на смърт, включително и Фрей Канека.
Абсолютисткият характер на властта в Рио предизвиква безпокойството на либерално настроените североизточни провинции на страната, които се опитват да се отцепят от централната власт и свикват свое законодателно събрание. Опитът им е неуспешен поради разделението, което съществува помежду им относно въпроса за забрана на робството, както и поради факта, че Педро I наема френски и английски кораби и наемници, за да задуши движението за независимост в североизточните провинции. Постепенно с признаването на бразилската независимост на международно равнище се ангажира Великобритания. Първоначално европейските държави се въздържат да признаят Бразилия поради острата съпротива на Португалия. Първи го правят Съединените американски щати. Към 1825 г., осъзнала важността на бразилските пазари Великобритания засилва натиска си върху Португалия за признаването на независима Бразилия. В замяна на това Педро I се ангажира да изплати заема, взет от Великобритания за войната срещу Бразилия. Освен това Педро I подписва договор, с който се ангажира да продължи действието на 15-процентните вносни мита и в срок от три години да забрани търговията с роби. Декларираният отказ от търговията с роби настройва срещу императора едрите земевладелци, които формират Бразилската партия.
Републиканското движение в страната се задълбочава и през 1825, по време на войната срещу Аржентина, провинцията Сисплатин се отцепва и образува република Уругвай. Войната продължава две години и струва на Бразилия голям брой човешки и материални загуби. Докато Педро I извършва преглед на войските през през ноември 1826, умира съпругата му Мария-Леополдина. Опозиционни памфлети обвиняват пряко императора, че е станал причина за смъртта на обичаната императрица, нанасяйки ѝ физическо насилие по време на нейната бременност.

### Крал на Португалия
На 10 март 1826 умира крал Жуау VI, дон Педро наследява и короната на Португалия под името Педро IV. Педро приема короната на Португалия, игнорирайки забраната, която конституцията на Бразилия изрично съдържа. На 26 април 1826 г. той обнародва нова либерална конституция на Португалия. Срещу либералния дух на новата португалка конституция се обявява по-малкият брат на Педро дон Мигел, който се намира в изгнание след неуспешен опит за преврат срещу баща си през 1823 г. В крайна сметка се стига до компромис – на 28 май 1826 абдикира от португалския престол в полза на дъщеря си Мария да Глория, която е обещана за съпруга на чичо си Мигел. Междувременно Педро назначава в Лисабон регентски съвет начело с инфанта Изабела-Мария. Мигел приема положението и се дистанцира от консерваторите, някои от които се опитват да вдигнат бунт, но са разбити и бягат в Испания.
Регентството в Португалия обаче се оказва неспособно да запази реда в държавата и скоро се сблъсква с революция, избухнала след оставката на генерал Салданя. За да овладее положението дон Педро решава да повери регентството на брат си Мигел, който е повикан спешно в Лисабон. На 22 февруари 1828 братът на Педро се завръща в Португалия и четири дни по-късно полага клетва за вярност като генерал-лейтенант, който ще управлява Португалия от името на брат си и бъдещата си съпруга Мария да Глория. Верността на Мигел към брат му и племенницата му обаче не продължава дълго. Новият регент представя нов състав на регентския съвет и започва преследване на либерали и привърженици на брат си и, подкрепян от майка си Карлота-Хоакина Бурбон-Испанска, суспендира либералната конституция на страната. Мигел разпуска португалските Кортеси и през юли 1828 се провъзгласява за абсолютен крал на Португалия, установявайки деспотичен и кървав реакционен режим в страната. От цялата португалска територия единствено Азорските острови остават верни на Педро I. На международно равнище Мигел е признат за легитимен крал на Португалия единствено от САЩ и Мексико, докато останалите европейски сили, в това число Великобритания, Франция, Австрия, Неапол, Испания и Светия престол, отказват да подкрепят незаконното суспендиране на португалската Конституция.
През август 1829 г. дон Мигел изпраща ескадрон от 22 кораба срещу Азорските острови. След продължителна битка обаче либералните сили на острова успяват да удържат победа над войските на Мигел и вземат значителен брой пленници.

### Абдикация от бразилския престол
На 17 октомври 1829 г. Педро I се жени за втората си съпруга – принцеса Амели дьо Боарне фон Льойхтенберг, която е внучка на френската императрица Жозефина. Братът на принцеса Амели Огюст дьо Боарне се жени за дъщерята на Педро I, след като годежът ѝ с дон Мигел е анулиран.
Междувременно финансовото положение на Бразилия е силно разклатено, вината за което бразилците стоварват върху политиката на Педро I. По време на управлението му външният дълг на страната и инфлацията се увеличават, външнотърговското салдо силно намалява, а банките емитират непопулярните в страната книжни банкноти, които изваждат златото и среброто от циркулация. Влошеното финансово състояние на страната повишава цената на живота в градовете. Наложените от британците вносни тарифи тревожат бразилския елит и средната класа, които консумират вносните стоки. Ниските мита правят бразилските стоки неконкурентоспособни, поради което производството на тютюн, кожи, какао, памук и дори кафе силно се свива. Освен това португалският контрол върху голяма част от пазарите предизвиква бум на антипортугалските настроения в страната. Комбинацията от военната, вътрешнополитическата и икономическата криза в Бразилия кара по-голямата част от градския елит да премине на страната на либералите. Дори и армията, недоволна от португалските си командири и военните загуби, се дистанцира от императора. В крайна сметка аспирациите на Педро I към властта в Португалия му струват короната в Бразилия. На 7 април 1831 г. император Педро I абдикира от бразилския престол в полза на сина си Педро II, който по това време е едва на пет години.

## Завръщане в Португалия (1831 – 1834)
След като абдикира от престола в Бразилия, Дон Педро напуска страната и пристига във Великобритания, където започва да организира военна експедиция срещу брат си.
От Азорските острови верните на дон Педро войски започват настъпление в Северна Португалия, където на 9 юли 1832 успяват да превземат град Порто. По-многобройните и по-добре организираните войски на дон Мигел обаче обсаждат града. Обсадата на Порто продължава повече от година и коства огромен брой жертви. Докато Порто се намира под обсада дон Педро решава да рискува и през юни 1833 изпраща по море войски начело с херцог Терсейра срещу Алгарв (Южна Португалия). Стратегията на Педро се оказва успешен ход, тъй като открива втори фронт на действия срещу силите на Мигел. Верният на дон Педро маршал Салданя успява да разбие обсадата на Порто през август 1833 г.
През юли 1833 дон Педро влиза в Лисабон. Така португалските либерали вече държат двата най-големи португалски градове – Лисабон и Порто, в които има голям брой техни привърженици. В ръцете на абсолютистите остават селските райони, в които мигелистите са подкрепяни от едрите аристократи и селячеството, настройвано от църквата. Гражданската война продължава и през следващите месеци. По същото време Мария да Глория е обявена за кралица на Португалия, а дон Педро оглавява регентството. Той уволнява мигелистките министри и висши духовници и обявява експроприация на църковните земи.
В края на август силите на Мигел обсаждат Лисабон, но на 10 октомври 1833 г. маршал Салданя успява да пробие обсадата на столицата и изтласква силите на Мигел на изток към Сантарен.
Започва най-кървавият, последен период от гражданската война. В този период съюзът между Мигел и силите дон Карлос Испански, който претендира за испанската корона, предизвикват намесата на Англия, Франция и Испания, които на 22 април 1834 образуват т.нар. Четворен съюз с Португалия на дон Педро, насочен срещу силите на дон Мигел и на дон Карлос. Испания се ангажира да осигури свое военно присъствие в Португалия до края на войната, Англия и Франция обещават морска подкрепа за дон Педро и Исабела Испанска, а дон Педро се ангажира да предостави допълнителна помощ на съюзниците си по време на действията им в Испания. Четворният съюз бележи скорошния край на португалската гражданска война. Войските на испанския генерал Хосе Родил, преследвайки частите на дон Карлос, навлизат на португалска територия почти по същото време, в което на 16 май 1834 войските на херцог Терсейра разбиват мигелистите при Сантарен и принуждават Мигел да бяга към Елваш. След двегодишни битки и въпреки че все още разполагат с близо 18-хилядна войска, на 27 май мигелистките офицери решават да свалят оръжие, което принуждава дон Мигел да се откаже от претенциите си към португалския престол и да се съгласи на вечно изгнание в чужбина.
Дон Педро най-накрая успява да затвърди властта на дъщеря си в Португалия, което се оказва и последният му политически ход – той умира от туберкулоза на 24 септември 1834 г. в двореца Келуж. През 1878 останките му са пренесени в Бразилия и препогребани в музея „Ипиранга“ в Сао Пауло.

## Семейство
От първата си съпруга – австрийската ерцхерцогиня Мария-Леополдина Австрийска, Педро I има 7 деца:
- Мария да Глория (1819 – 1853) – кралица на Португалия;
- Мигел (1820)
- Жоао-Карлош (1821 – 1822)
- Жануария (1822 – 1901)
- Паула-Мариана (1823 – 1833)
- Франсишка-Каролина (1824 – 1898)
- Педро II (1825 – 1891) – император на Бразилия

От втората си съпруга Амели дьо Боарне фон Льойхтенберг Педро I има дъщеря:
- Мария-Амелия ди Браганса (1831 – 1853)

Педро I има и 9 извънбрачни деца, 5 от които са от най-известната му любовница – Дормитила, маркизата на Сантос, 1 дете от сестра ѝ, и 1 дете от португалска монахиня.